# Wenduine
Wenduine is een badplaats aan de Belgische Kust en een deelgemeente van de gemeente De Haan, het was een zelfstandige gemeente tot aan de gemeentelijke herindeling van 1977. Wenduine wordt ook wel de Prinses der Badsteden genoemd. Wenduine is vanaf de middeleeuwen een vissersdorp geweest dat zich in de 20e eeuw heeft ontwikkeld tot badplaats met de komst van de kusttram.

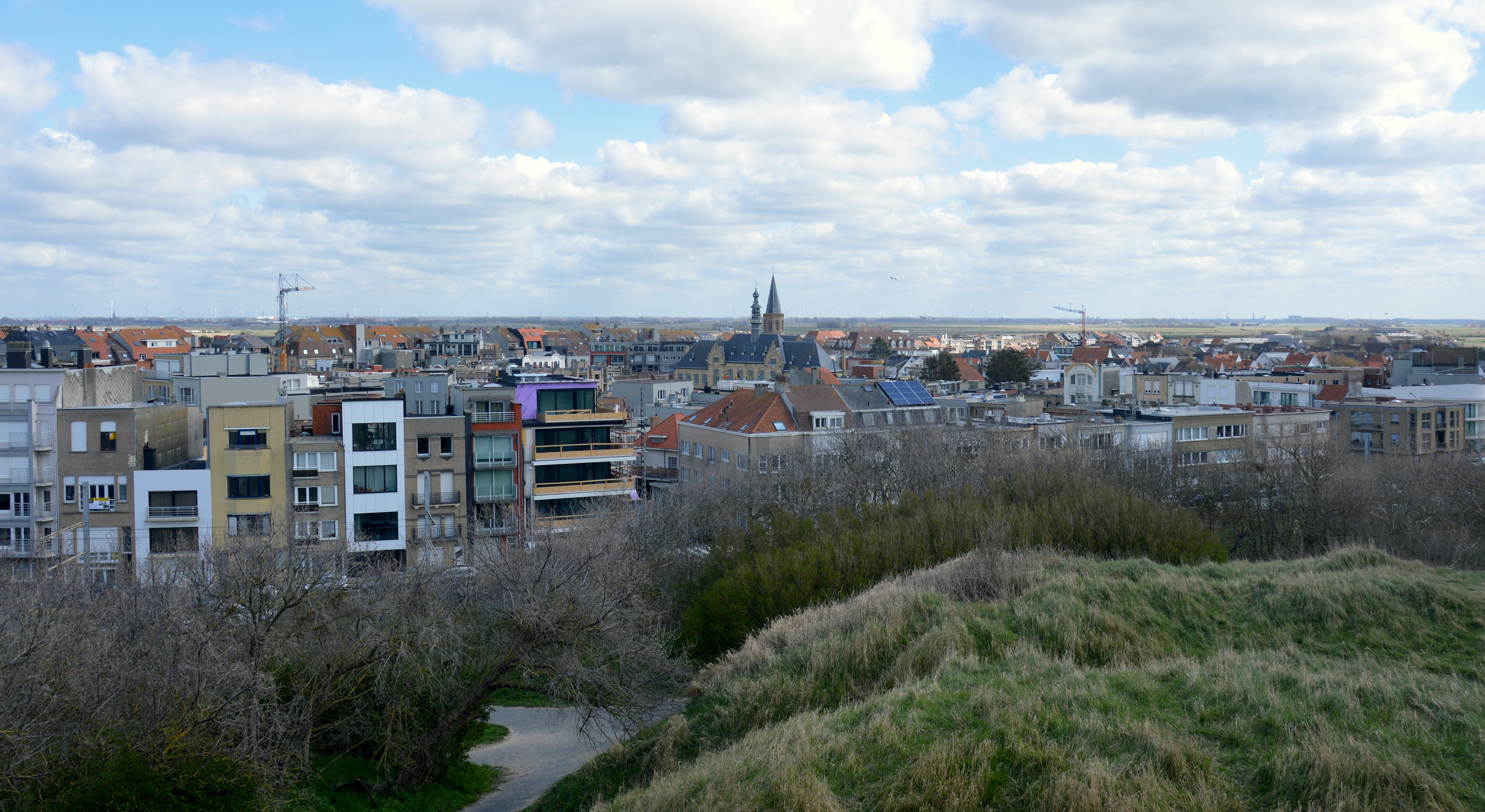
Wenduine

## Geschiedenis
In dit gebied is een Gallo-Romeinse nederzetting ontdekt, doch deze bewoning verdween omstreeks 270 na invallen van Germaanse piraten en overstromingen van de kustvlakte. Bewoning zou in de 8e eeuw weer zijn ontstaan door Frankische kolonisten die er de visvangst beoefenden. In de 10e eeuw vonden de eerste inpolderingen plaats en ontstonden, naast Wenduine, ook de dorpen Vlissegem en Klemskerke.
Wenduine viel aanvankelijk onder de parochie van Uitkerke, in 1135 zou er te Wenduine een hulpkerk van Uitkerke zijn geweest. In 1185 werd de parochie opgericht en werd er voor het eerst een schriftelijke vermelding gemaakt van Weinduna. De betekenis van deze naam is aan speculatie onderhevig.
In de 11e eeuw zouden er vooral schapenhouders in Wenduine hebben gewoond. In de 12e eeuw werd ook de visserij en later de lakennijverheid beoefend. In de 13e en 14e eeuw was Wenduine belangrijk als vissersplaats, in 1335 was er al sprake van een haven, en in 1340 kregen de vissers toestemming tot het vangen van bruinvis. Hieraan herinnert de geharpoeneerde bruinvis in het wapenschild van Wenduine. Er ontstond omstreeks 1350 een vissersgilde.
In de 15e eeuw waren er stormvloeden en als antwoord daarop werd de Graaf Jansdijk aangelegd. Dorpjes als Tarninge en Mosselinge verdwenen hetzij door overstromingen, hetzij door stuifzand. In 1467 was er al sprake van vissersschepen die tot de Shetlandeilanden voeren. De Vlaamse Opstand tegen Maximiliaan leidde tot het einde van de lakennijverheid (1488).
Vanaf midden 16e eeuw raakte de visserij in verval. De godsdiensttroebelen waren hier mede schuld aan. Wenduine verviel terug tot een landbouwdorp. Omstreeks 1796 werd Wenduine een zelfstandige gemeente die echter weinig welvaart kende. In 1884 werd een verharde weg naar Blankenberge aangelegd, dat toen al een badplaats was. In 1878 was al een sanatorium gebouwd, Hospices Maritimes genaamd. In 1896 volgde het Home du Grand Air, een herstellingsoord voor arme kinderen. In 1900 volgden de Zusters van de Kindsheid van Maria met een klooster, een meisjesschool en, in 1910, het Home Notre-Dame du Sacré-Coeur, eveneens een herstellingsoord.
Van een badplaats was sprake sinds 1886. Toen werd ook Wenduine pas echt bereikbaar, want de stoomtramlijn Oostende-Bredene(dorp)-Den Haan-Wenduine-Blankenberge ging toen rijden.  In 1888 werd gestart met villabouw en in 1895 volgde een hotel, het Pavillon des Dunes. In het noorden kwam een verkeersboulevard (1895-1897) en in 1900 het Prins Albertpark. Vanaf 1902 werd een urbanisatieplan uitgevoerd, waarbij centraal een rotonde werd aangelegd, het Astridplein, tegenwoordig met tennis en minigolf. Na vertraging ten gevolge van de Eerste Wereldoorlog werd in 1924 de laatste hand aan het plan gelegd. De tramlijn werd later elektrisch en is nu de moderne Kusttram. De route door Wenduine is niet gewijzigd in al die jaren, en er zijn geen andere rail-lijnen geweest.
In 1903 werd het sanatorium Villa Maritiem gebouwd. In de jaren '20 van de 20e eeuw werd de wijk Molenhoek gebouwd en in de 2e helft van de 20e eeuw volgden de Manitobawijk, de Neptunuswijk en de Steenovenwijk, alle in het poldergebied gelegen.
Eind jaren '30 van de 20e eeuw veranderde de badplaats van karakter. Van een mondaine badplaats werd het meer een vakantiebestemming voor bredere lagen van de bevolking. Veel hotels verdwenen of werden omgevormd tot appartementencomplexen.
In 1977 werd Wenduine opgenomen in de fusiegemeente De Haan. Zie ook Harendijke. 
Wenduine heeft één buslijn naar Brugge; Lijn 49 sinds 2024. Voorheen was dit buslijn 31 en daarvoor 790.Belbus 36 komt wel in de omgeving, maar niet in het centrum.

## Demografische ontwikkeling
- Bronnen:NIS, Opm:1831 tot en met 1970=volkstellingen; 1976 = inwoneraantal op 31 december

## Bezienswaardigheden
- Voormalig gemeentehuis, gebouwd in 1935 ter vervanging van het vorige in de Kerkstraat
- Heilige-Kruisverheffingskerk
- De Hubertmolen, een klein houten staakmolentje uit 1880.
- De Spioenkop, een uitkijkpost op de op een na hoogste duin aan de Belgische kust (31 meter).
- De Begraafplaats van Wenduine

## Galerij

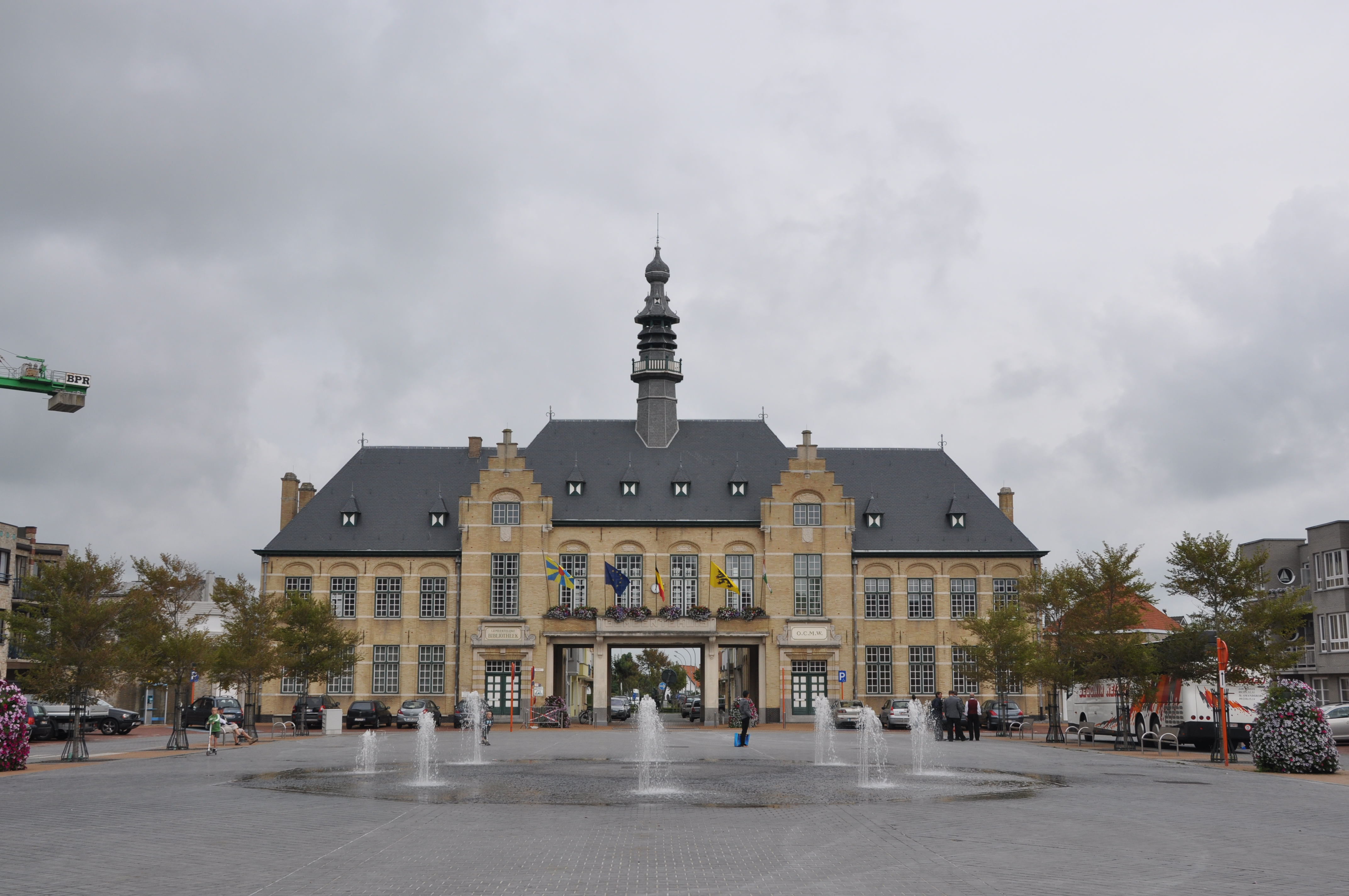
Voormalig gemeentehuis Wenduine
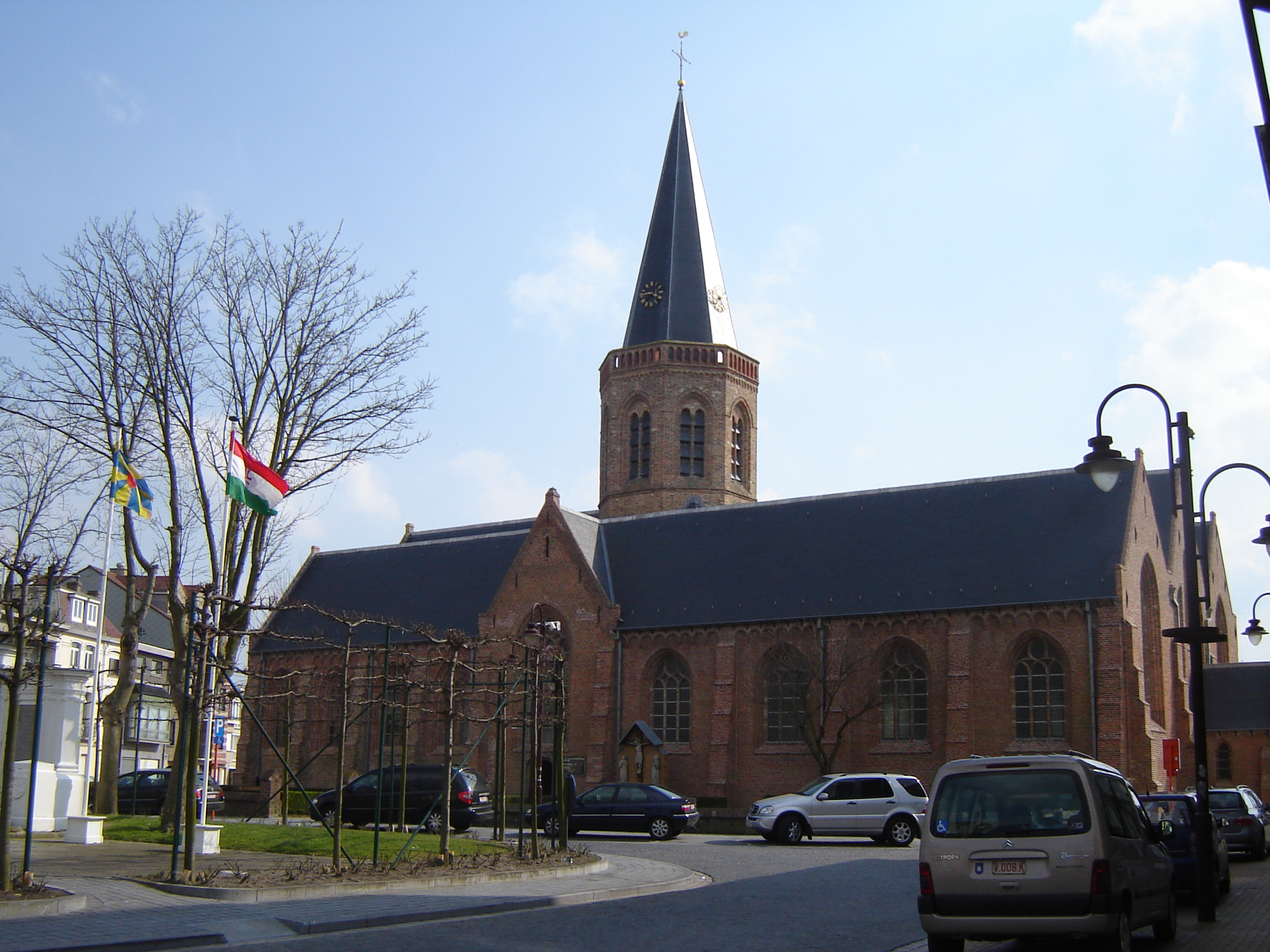
Heilige Kruisverheffingkerk
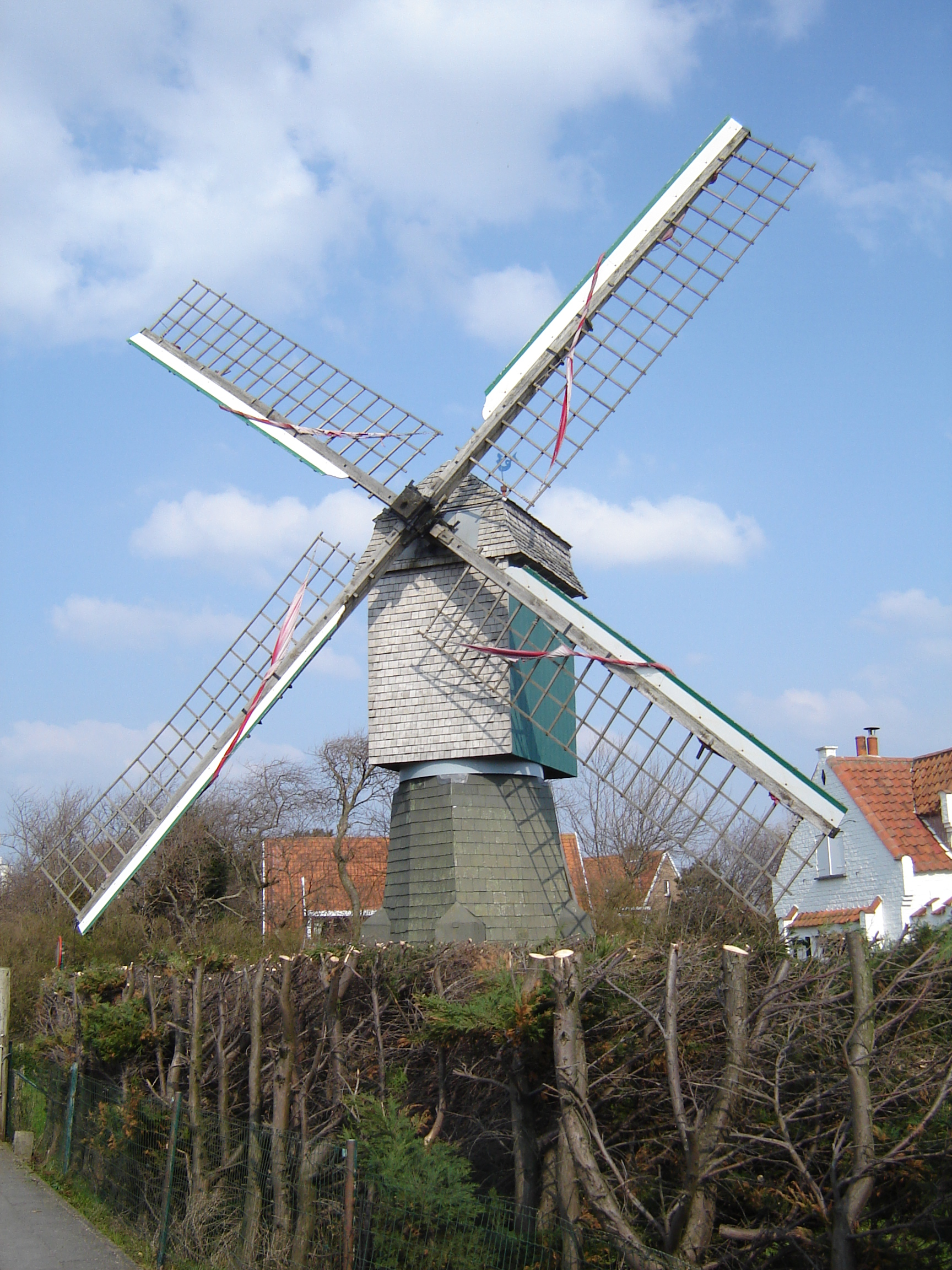
Hubertmolen
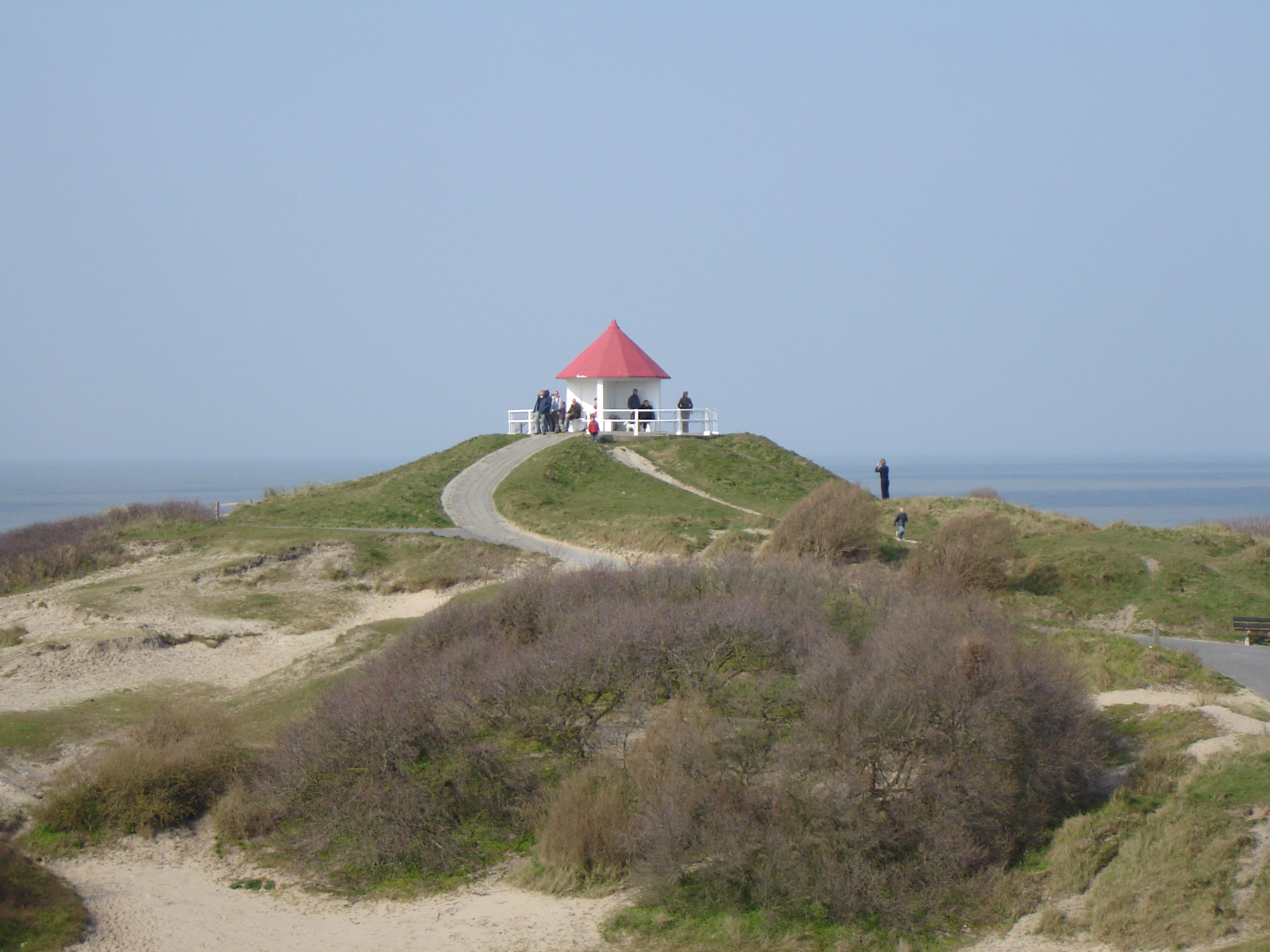
Het paviljoen Spioenkop op het duin Den Scherpen Hul
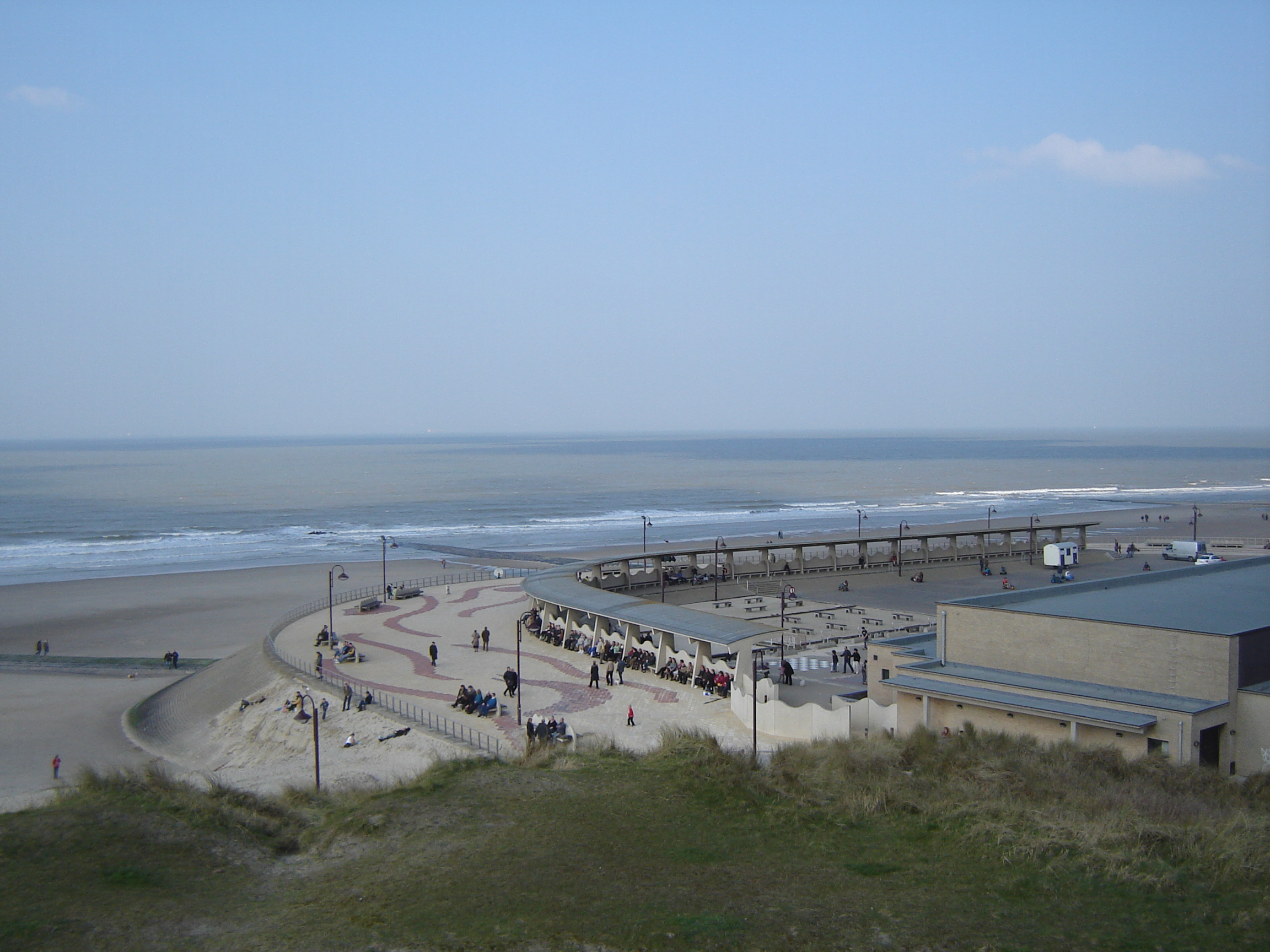
Zeedijk en strand
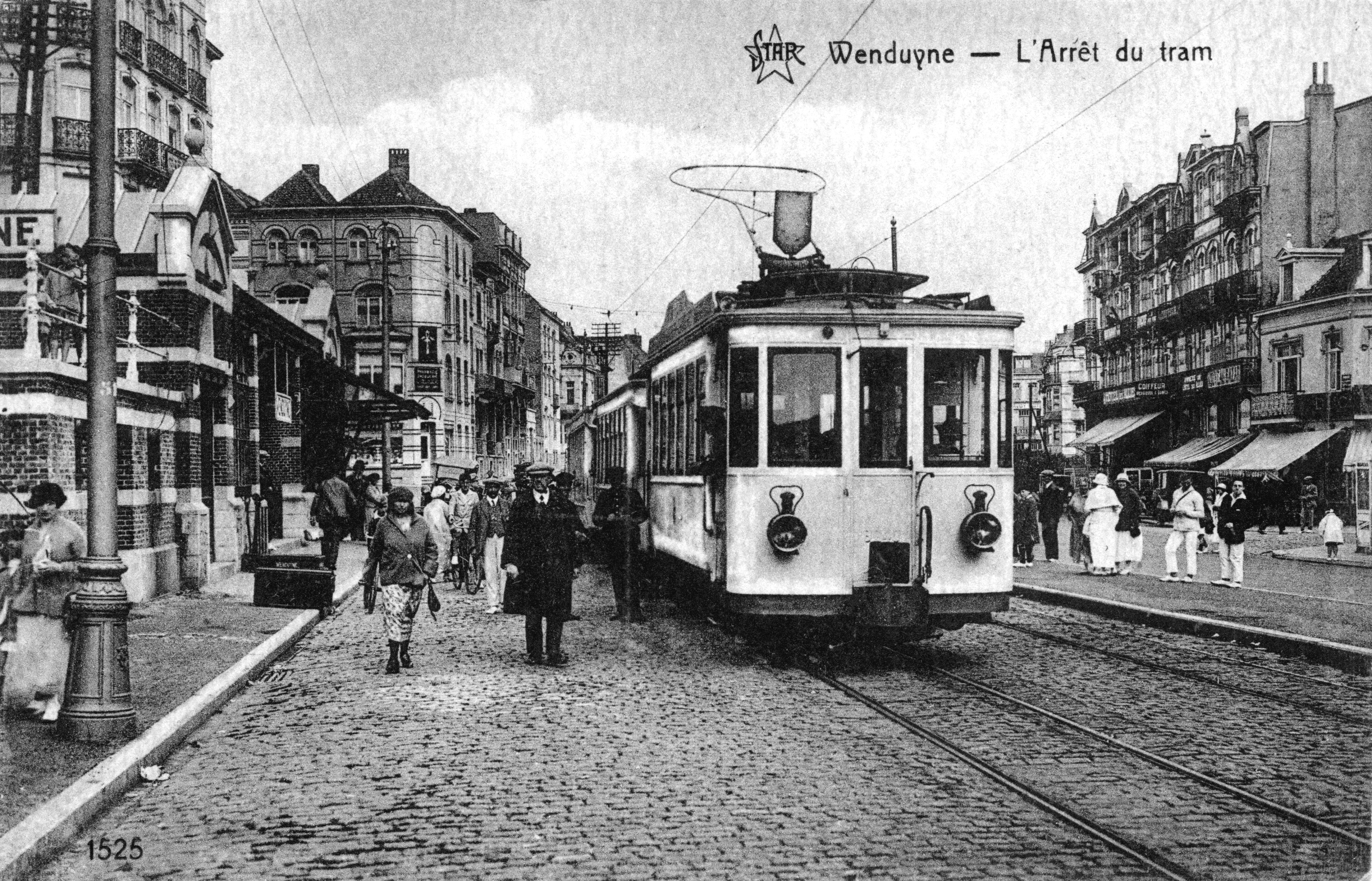
Tramhalte in het begin van de twintigste eeuw
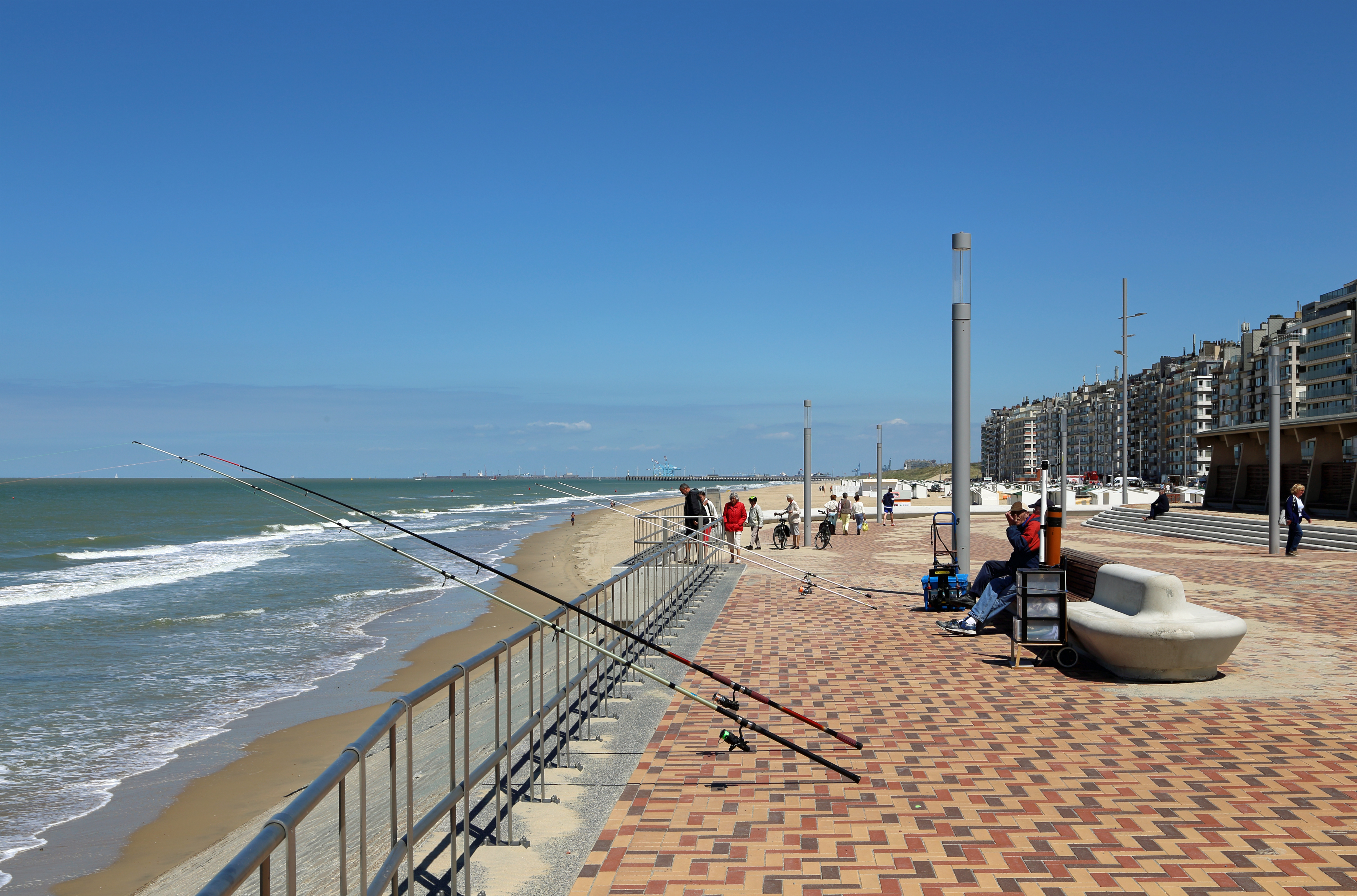
De vernieuwde zeedijk (2015)

## Natuur en landschap
Wenduine ligt aan de Belgische Noordzeekust. Er is strand en tussen Wenduine en De Haan ligt ook het gebied Duinbossen, bestaande uit bebost duingebied. Ten zuiden daarvan vindt men het natuurgebied Zandpanne. Ten oosten van Wenduine ligt het natuurgebied Kleiputten van Wenduine.

## Jaarlijkse evenementen
- Zeewijding (Pinkstermaandag)
- Reuzenfeesten (2e weekend van juli, reuzen Louw, Wanne en Scutteman)
- Nacht van Wenduine (2e week augustus, 's avonds straatentertainment op de boulevard en vuurwerk op het strand)

Verder ook nog het carnaval, de opendeurdag van de brandweer en de braderie.

## Gastronomie
- Visgerechten
- Sinterklaasvollaards

## Nabijgelegen kernen
De Haan, Nieuwmunster, Blankenberge
1. ↑  De tram maakte de kust, R. van Craeynest, 1985.
2. ↑  dienstregeling 2003.